# Mroków (powiat garwoliński)
Mroków – wieś sołecka w Polsce położona w województwie mazowieckim, w powiecie garwolińskim, w gminie Trojanów.
W latach 1975–1998 miejscowość należała administracyjnie do województwa siedleckiego.
Wierni Kościoła rzymskokatolickiego należą do parafii św. Bartłomieja Apostoła w Korytnicy.
We wsi funkcjonuje Miejsce Obsługi Podróżnych (MOP) kategorii I przy drodze ekspresowej S17 z kierunku Lublina do Warszawy (strona wschodnia). Funkcjonuje tam stacja paliw, restauracja i motel. Mroków jest obsługiwany przez linię autobusową nr 59 z Garwolina.